# Hessentag 2016
Der Hessentag 2016 ist der 56. Hessentag und fand vom 20. bis 29. Mai 2016 in Herborn statt. Die Stadt Herborn war nach 1986 bereits zum zweiten Mal Ausrichter des hessischen Landesfestes. Das Motto des Hessentags lautete „So bunt ist das Leben“. Insgesamt waren 940.000 Besucher in Herborn zu Gast. Bekannte Stars wie die „Hollywood Vampires“ (Johnny Depp, Alice Cooper, Joe Perry), Andreas Gabalier, Revolverheld, Rea Garvey, Deichkind, Sarah Connor, BAP, Status Quo oder der Tigerpalast zählten zu den Highlights im Veranstaltungsprogramm.

## Hintergrund
Seit dem Jahr 1961 finden in wechselnden Orten Hessens die von der Hessischen Landesregierung initiierten und gemeinsam mit der jeweiligen Kommune durchgeführten Hessentage statt. Im Zeitraum von zehn Tagen präsentiert sich das Land den Besuchern mit kulturellen Darstellungen und Ausstellungen. Weiterhin finden anlässlich der Hessentage regelmäßig große Open-Air-Veranstaltungen unter Beteiligung namhafter nationaler und internationaler Künstler statt. Es handelt sich bei dem hessischen Landesfest um eine überregional beachtete und bedeutende Großveranstaltung, die jedes Jahr viele hunderttausend Besucher anzieht.
Die Stadt erhielt den offiziellen Zuschlag zur Ausrichtung erst im Dezember 2014, so dass die Planungs- und Vorbereitungszeit recht kurz war.

## Vorbereitungen zum Hessentag 2016
Die Eröffnungsveranstaltung auf dem Herborner Marktplatz fand am 20. Mai 2016 mit Ministerpräsident Volker Bouffier und Musikerin Jördis Tielsch statt. Moderiert wurde sie von Entertainer Dirk Daniels.
Innerhalb der Stadtverwaltung wurden in der Vorbereitung zum Hessentag insgesamt sieben Projektgruppen eingerichtet, die sich mit den verschiedenen Themengebieten beschäftigten. Sie arbeiteten dem Hessentagsbeauftragten Jörg Kring zu. Die Gesamtleitung der Vorbereitung und Durchführung des Hessentages lag beim Hessentagsbeirat, dem Magistrat und Bürgermeister Hans Benner.
Als zentrale Anlaufstelle für Fragen und Anregungen zum Hessentag in Herborn wurde im Juli 2015 das Hessentagsbüro in der Innenstadt eingerichtet.
Logo, Slogan und Plakat wurden im März 2015 offiziell von Bürgermeister Hans Benner und Staatssekretär Axel Wintermeyer vorgestellt.

## Hessentagspaar

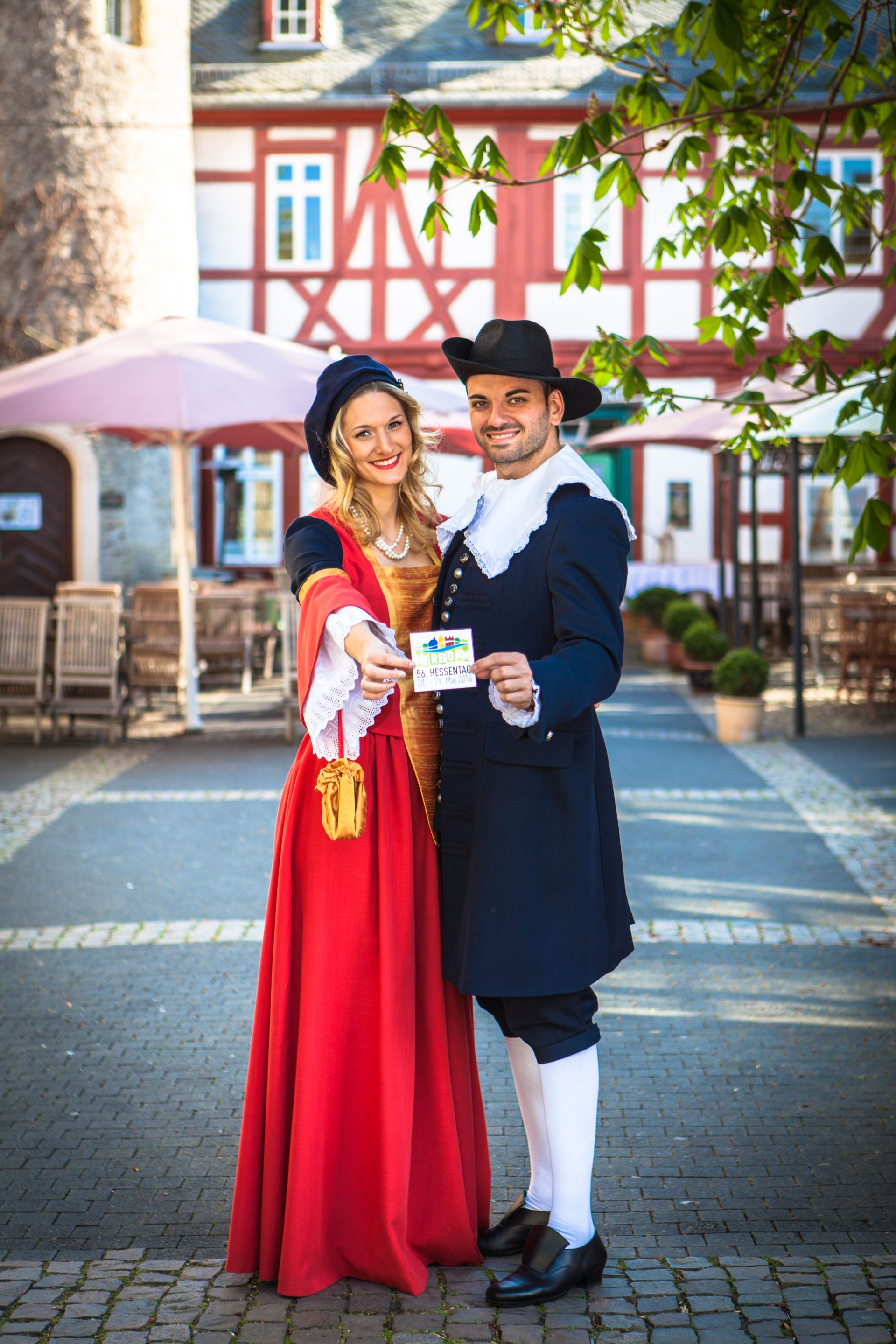
Hessentagspaar 2016

Das Hessentagspaar bilden Janina Till und Cetin Celik. Sie wurden im April 2015 offiziell in der Herborner Kulturscheune vorgestellt.

## Veranstaltungsorte
Der Hessentag fand im gesamten Stadtgebiet von Herborn statt. Veranstaltungen und Ausstellungen verteilten sich wie folgt: Die Hessentagsstraße führte über Bahnhofstraße, Hintersand, Hauptstraße, Konrad-Adenauer-Straße und Walkmühlenweg bis in die Au. Das Festzelt stand auf dem ehemaligen Reitplatz (Walkmühlenweg), dem jetzigen städtischen Festplatz.
Die Landesausstellung, die Ausstellung Natur auf der Spur, die Bundeswehr und das Kinderland waren in den Auwiesen zu finden.
Der Sparkassen-Palace wurde auf dem Gelände der Firma Minufa (Konrad-Adenauer-Straße) eingerichtet. Die Landespolizei baute ihr Bistro am Hintersand-Parkplatz auf. Gegenüber stand der PurPur-Dom der Evangelischen Kirchen. Die Hessentagsarena für Open-Air-Veranstaltungen war in der Au angesiedelt. Der hr-Treff befand sich auf dem Schießplatz (Hauptstraße). Das Weindorf wurde im Stadtpark (Alter Friedhof) aufgebaut. Weitere Veranstaltungsorte wie Bühnen, Zelte und Gastronomieangebote waren in der Innenstadt zu finden.

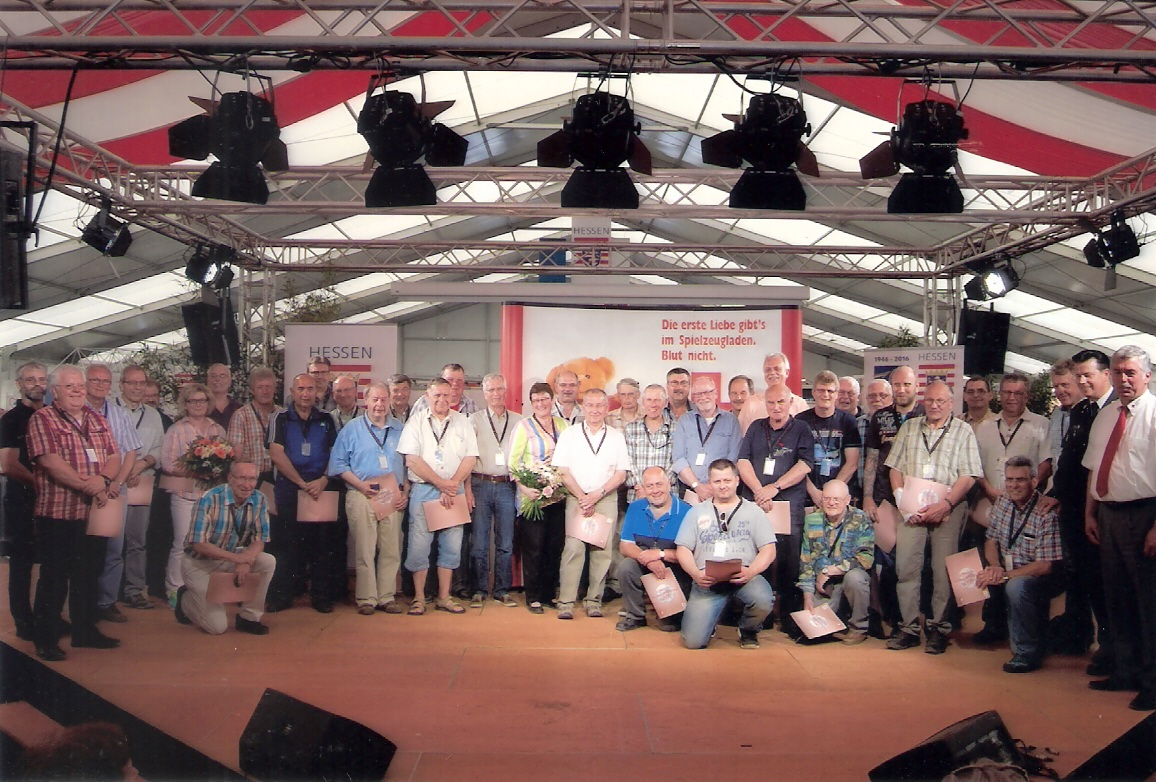
Ehrung der hessischen Blutspender durch den DRK-Landesverband Hessen

Eine Besonderheit beim Hessentag 2016 war die Ehrung hessischer Blutspender durch das Deutsche Rote Kreuz (DRK) Hessen im Festzelt. Die Blutspender mit über 100 Blutspenden wurden zum 13. Weltblutspendetag mit Ehrenurkunden und Ehrennadeln in Gold durch den Präsidenten des DRK-Landesverbandes Hessen Norbert Södler ausgezeichnet.